# Trommeln in der Nacht

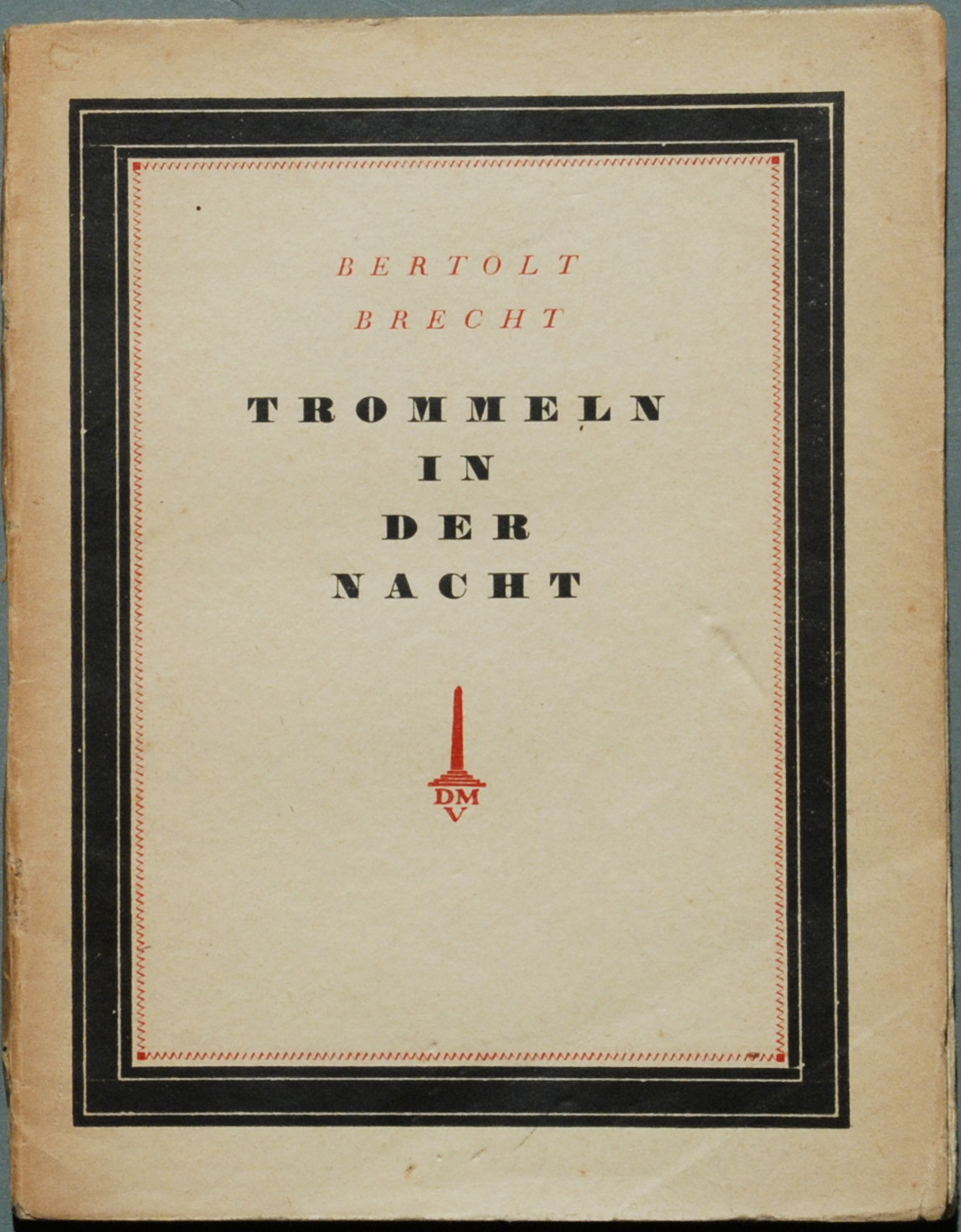
Erstdruck von 1922

Trommeln in der Nacht ist ein Drama von Bertolt Brecht. 1919 entstanden, als Brechts zweites Stück nach Baal, war Trommeln in der Nacht bei seiner Uraufführung im September 1922 das erste Brecht-Stück, das inszeniert wurde. Im selben Jahr würdigte man Brecht dafür mit dem Kleist-Preis.

## Handlung
Das Stück spielt im Jahr 1919 vor dem Hintergrund des Spartakusaufstandes. Anna Balickes Verlobter Andreas Kragler war Artillerist im Ersten Weltkrieg und wird seit vier Jahren vermisst. Nach langem Zögern willigt Anna, wie von ihren Eltern gewünscht, in die Verlobung mit dem Kriegsgewinnler Murk ein. Am Tag der Verlobung taucht plötzlich Kragler auf, der angibt, in Afrika in Kriegsgefangenschaft gewesen zu sein. Annas Eltern und Murk behandeln den Habenichts als Störenfried; auch Anna, die bereits von Murk schwanger ist, bittet Kragler zunächst zu gehen. Während dieser sich kurzzeitig den Aufständischen anschließt, verlässt Anna schließlich den Murk und gesteht Kragler ihre Schwangerschaft. Kragler entscheidet sich letztlich für Anna und dagegen, sich an den Kämpfen zu beteiligen. Seine Ablehnung begründet er mit den Worten: Mein Fleisch soll im Rinnstein verwesen, dass eure Idee in den Himmel kommt? Seid ihr besoffen?

## Entstehungsgeschichte, erste Aufführungen
Das Stück entstand im Februar 1919 in einer ersten, nicht mehr erhaltenen Fassung unter dem Titel Spartakus. Thematisch ist es eng mit den revolutionären Kämpfen in Deutschland 1918/1919 verknüpft. Detailreiche Passagen, als auch Dialoge im Schlagzeilenstil, lassen vermuten, dass Brecht hier unmittelbare persönliche Eindrücke verarbeitete und auch von Zeitungsartikeln inspiriert wurde. Lion Feuchtwanger äußerte sich im März 1919 begeistert; er lobte besonders die „wilde, kräftige, farbige Sprache, nicht aus Büchern zusammengelesen [...]“. Brecht folgte einem Rat Marta Feuchtwangers und benannte das Stück um zu Trommeln in der Nacht. Es wurde zunächst nicht aufgeführt; Brecht versuchte mehrmals erfolglos, es zu überarbeiten.

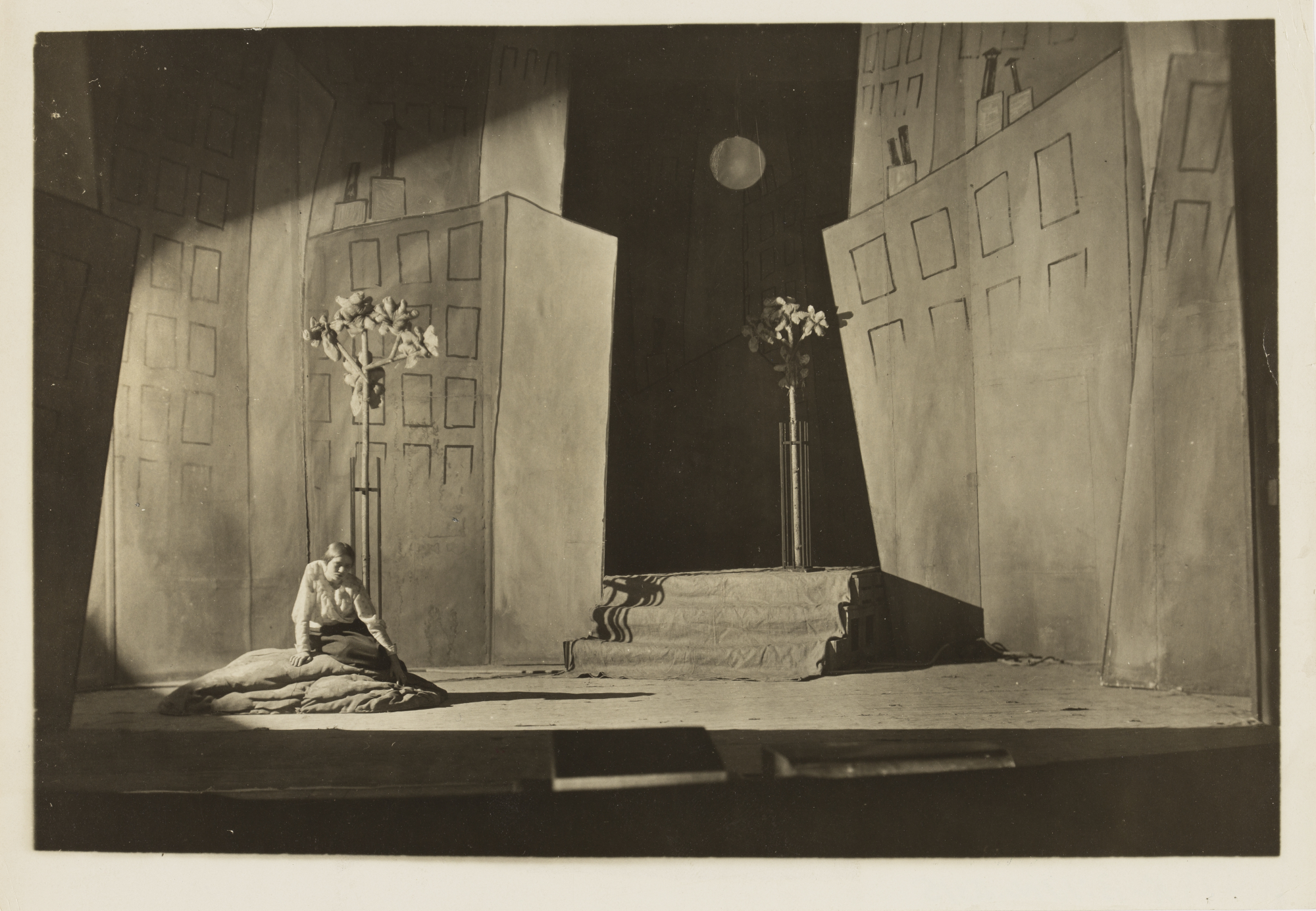
Bühnenbild der ersten Inszenierung an den Münchner Kammerspielen (1922)

Am 29. September 1922 erfolgte schließlich die Uraufführung in den Münchner Kammerspielen (damals noch in der Augustenstraße) unter der Regie von Otto Falckenberg, womit Trommeln in der Nacht das erste aufgeführte Stück Brechts war. Bei der Uraufführung hingen im Zuschauerraum Plakate mit Aufschriften wie „Glotzt nicht so romantisch“. Schauspieler waren unter anderem Maria Koppenhöfer, Erwin Faber, Hans Leibelt und Kurt Horwitz. Zu den Premierengästen zählte Karl Valentin. Auch Brecht war da und trat am Ende mit den Schauspielern auf die Bühne.
Hermann Sinsheimer schrieb am nächsten Tag eine geradezu hymnische Rezension in den Münchner Neuesten Nachrichten. Er gilt als der eigentliche Entdecker Brechts. „Ein Dramatiker ist gestern Abend auf der Bühne der Kammerspiele angelangt.“
Der aus Berlin angereiste Theaterkritiker Herbert Ihering schrieb am 5. Oktober 1922 im Berliner Börsen-Courier: „Der vierundzwanzigjährige Dichter Bert Brecht hat über Nacht das dichterische Antlitz Deutschlands verändert“. Ihering war es auch, der Brecht zum Träger des Kleist-Preises erkor, mit dem Brecht am 21. November 1922 ausgezeichnet wurde.
Am 11. Oktober lobte die Kölnische Zeitung die „Revolutionskomödie“ des „jugendlichen Verfassers“ und nannte sie eine „schöne Talentprobe“. Sie kritisierte zwar die zweite Hälfte des Stücks als „sanfte Romanze“, stellte die Trommeln in der Nacht aber als etwas Besonderes heraus, weil das Drama „nicht in Weltbeglückung macht und keine neuen Sittengesetze predigt“.
Am 20. Dezember 1922 hatte das Stück auch am Deutschen Theater in Berlin Premiere. Es war hier aber ein Misserfolg und wurde nach wenigen Wochen abgesetzt. Bei den Proben vor der Premiere lernte Brecht Helene Weigel kennen.
Am 25. Mai 1923 erlebte Trommeln in der Nacht seine erste Aufführung am Neuen deutschen Theater Prag.

## Überarbeitungen
Brecht nahm noch mehrmals Korrekturen an dem Stück vor, so 1922, als er im 4. und 5. Akt umfangreiche Textteile strich. Diese Fassung erschien Ende 1922 im Münchner Verlag Drei Masken. Anfang der 1950er Jahre erfolgte eine weitere Überarbeitung, als beim Suhrkamp Verlag eine Ausgabe seiner frühen Stücke erscheinen sollte. Die Handlung wurde nun eindeutig in den Kontext der Berliner Januarkämpfe (Spartakusaufstand) gestellt und zahlreiche Berliner Details wurden ergänzt. Brecht bezeichnete das Stück nun als Komödie.
In der DDR wurde 'Trommeln in der Nacht' massiv verfälscht.
Brecht parodierte 1922 das Stück zusammen mit Karl Valentin  in den Münchner Kammerspielen. Brecht war eng mit Karl Valentin befreundet, den er auch als Künstler sehr schätzte.

## Rezeption
- Nach der Berliner Aufführung zeigte Alfred Kerr Schwächen in der Komposition des Stücks auf.[4]
- Lion Feuchtwanger anerkannte, die Sprache im Stück sei „dem Mund des Volkes abgeschaut“.[5]
- Das Neue Wiener Journal schwärmte: „Wir haben einen neuen Dramatiker. Bert Brecht heißt er, Alter: 24 Jahre, Heimat: Bayern. Sein Drama ‚Trommeln in der Nacht‘ hat in Berlin ebenso unbestritten wir vor kurzem in München triumphiert.“[6]
- Vor seiner Besprechung von Trommeln in der Nacht führt Kiesel etliche Revolutionsstücke auf.[7] Das Nachkriegs- und Revolutionsstück Trommeln in der Nacht selbst handelt Kiesel als literaturgeschichtlichen Höhepunkt dieser Gattung und Abgesang „der hagiographischen und agitatorischen Revolutionsdramen“ nach dem verlorenen Kriege ab. Verständlich – sowohl Brecht, sein Protagonist Andreas Kragler als auch das Publikum im Parkett wollten gegen Ende 1922 lieber zum bürgerlichen Leben zurückkehren als hinfort den Aufstand proben. Brechts Botschaft: Die Revolution ist verloren.[8]
- Kiesel stellt klar: Die „Revolution in Bayern... erlebte Brecht teils in Augsburg, teils in München. Seine Sympathie gehörte den Revolutionären; von einem Engagement für die Revolution war er jedoch weit entfernt.“[9]

### Textausgaben
- Trommeln in der Nacht. Komödie, 19. Auflage Suhrkamp, Frankfurt am Main 2010 (deutsche Erstausgabe: Drei Masken, München 1923), ISBN 978-3-518-10490-3 (= "edition suhrkamp", Band 490).

### Sekundärliteratur
- Wolfgang M. Schwiedrzik (Hrsg.): Brechts „Trommeln in der Nacht“. Suhrkamp TB 2101 Materialien, Frankfurt am Main 1990, ISBN 3-518-38601-8.
- Helmuth Kiesel: Geschichte der deutschsprachigen Literatur 1918 bis 1933. C.H. Beck, München 2017, ISBN 978-3-406-70799-5.